# Elecciones presidenciales de la Gran Colombia de 1830
Las elecciones presidencial indirectas de la Gran Colombia de 1830 se celebraron el 4 de mayo de 1830 tras la dimisión del presidente Simón Bolívar. Simultáneamente se celebraron las elecciones vicepresidenciales de la Gran Colombia de 1830. 
Joaquín Mosquera resultó elegido presidente y Domingo Caycedo fue elegido vicepresidente. Las elecciones se celebraron en el Congreso en tres vueltas. 

## Antecedentes
Debido a problemas de salud, el presidente Bolívar renunció en enero de 1830 durante una Convención Constitucional. Este nombró a Domingo Caycedo como su sucesor hasta que se realizaron las votaciones en mayo. 

## Resultados

### Presidente
| Candidato                             | Primera vuelta | Primera vuelta | Segunda vuelta | Segunda vuelta | Tercera vuelta | Tercera vuelta |
| Candidato                             | Votos          | %              | Votos          | %              | Votos          | %              |
| ------------------------------------- | -------------- | -------------- | -------------- | -------------- | -------------- | -------------- |
| Eusebio Canabal                       | 26             | 54.2           | 17             | 35.4           | 14             | 29.2           |
| Joaquín Mosquera                      | 17             | 35.4           | 27             | 56.3           | 34             | 70.8           |
| Domingo Caycedo                       | 5              | 10.4           | 4              | 8.3            |                |                |
| Total                                 | 48             | 100            | 48             | 100            | 48             | 100            |
| Fuente: Historia electoral colombiana |                |                |                |                |                |                |

## Elecciones a vicepresidente
Simultáneas a las anteriores, se celebraron las elecciones vicepresidenciales. En estas, resultaría electo el candidato más votado, siempre y cuando obtuviera la mayoría de votos; en caso de que no fuera así, se llevaría a cabo una segunda ronda. El saliente presidente Domingo Caycedo fue elegido vicepresidente, después de haber quedado en último puesto en las elecciones presidenciales. Así mismo, se presentaron a los comicios el también derrotado candidato presidencial Eusebio Canabal, José Vallarino y Vicente Borrero. 
| Candidato                             | Votos | %    |
| ------------------------------------- | ----- | ---- |
| Domingo Caycedo                       | 33    | 68,8 |
| Eusebio Canabal                       | 12    | 25,0 |
| José Vallarino                        | 2     | 4.2  |
| Vicente Borrero                       | 1     | 2.1  |
| Total                                 | 48    | 100  |
| Fuente: Historia electoral colombiana |       |      |

## Consecuencias
Mosquera y Caycedo fueron depuestos el 4 de septiembre, obligados por los militares. El general Rafael Urdaneta fue elegido presidente interino el 5 de septiembre, mientras se esperaba que Bolívar reasumiera el poder. Sin embargo, este se negó a aceptar su regreso a la presidencia y dio su apoyo a Urdaneta. Bolívar murió en diciembre.
Tras una breve guerra civil a principios de 1831, Urdaneta fue derrocado y se llevaron a cabo elecciones para una Asamblea Constituyente. Al año siguiente se llevaron a cabo nuevas elecciones presidenciales.